# Wheein
Đây là một tên người Triều Tiên, họ là Jung.
Jung Whee-in (Hangul: 정휘인, Hanja: 丁輝人, Hán-Việt: Trịnh Ánh Nhân, sinh ngày 17 tháng 4 năm 1995) là một nữ ca sĩ người Hàn Quốc.

## Tiểu sử
Jung Whee-in sinh ra ở Jeonju, Jeollabuk-do, Hàn Quốc, nơi cô sống với bố mẹ khi còn trẻ. Cô tốt nghiệp trường Wonkwang Information Arts High School.

## Danh sách đĩa nhạc

### Mini-album
| Tên  | Thông tin chi tiết | Thứ hạng cao nhất | Doanh số     |
| Tên  | Thông tin chi tiết | HQ                | Doanh số     |
| ---- | --- | ----------------- | ------------ |
| Redd | - Ngày phát hành: 13 tháng 4 năm 2021 - Hãng đĩa: RBW - Định dạng: CD, digital download, streaming | 7                 | - HQ: 76,700 |
| Whee | - Ngày phát hành: 16 tháng 1 năm 2022 - Hãng đĩa: The L1ve - Định dạng: CD, digital download, streaming Danh sách bài hát 1. "Make Me Happy" (오묘해) 2. "Pink Cloud" 3. "Letter Filled with Light" 4. "Deserve (Interlude)" 5. "Pastel" (파스텔) 6. "Paraglide" | 4                 | - HQ: 80,100 |

### Album đĩa đơn
| Title | Details | Thứ hạng cao nhất | Doanh số     |
| Title | Details | HQ                | Doanh số     |
| ----- | --- | ----------------- | ------------ |
| Soar  | - Ngày phát hành: 4 tháng 9 năm 2019 - Hãng đĩa: RBW - Định dạng: CD, digital download, streaming Danh sách bài hát 1. "Good Bye" (헤어지자) (Prod. Jungkey) 2. "Easy" (feat. Sik-K) 3. "Good Bye" (헤어지자) (Inst.) (Prod. Jungkey) | 4                 | - HQ: 23,000 |

### Đĩa đơn

#### Với tư cách ca sĩ chính
| Tên                                                                                         | Năm  | Thứ hạng cao nhất | Thứ hạng cao nhất | Thứ hạng cao nhất | Doanh số     | Album                         |
| Tên                                                                                         | Năm  | HQ                | HQ Hot            | Mỹ World          | Doanh số     | Album                         |
| ------------------------------------------------------------------------------------------- | ---- | ----------------- | ----------------- | ----------------- | ------------ | ----------------------------- |
| "Narcissus" (나르시스) (với Kim Heechul & Kim Jungmo)                                       | 2016 | 140               | —                 | —                 | —            | SM Station                    |
| "Angel" (với Solar)                                                                         | 2016 | 26                | —                 | —                 | - HQ: 80,500 | Memory                        |
| "Da Ra Da" (다라다) (với Jeff Bernat & B.O.)                                                | 2017 | 80                | —                 | —                 | - HQ: 74,900 | Purple                        |
| "Easy" (featuring Sik-K)                                                                    | 2018 | 36                | —                 | —                 | —            | Soar                          |
| "Loving One Person" (với Hwasa và Kim Hyun-chul)                                            | 2019 | —                 | —                 | —                 | —            | 10th – Preview                |
| "Good Bye" (헤어지자)                                                                       | 2019 | 3                 | 10                | 24                | —            | Soar                          |
| "Water Color"                                                                               | 2021 | 70                | —                 | 15                | —            | Redd                          |
| "Solo Christmas" (홀로 크리스마스) (với Ailee)                                              | 2021 | 90                | —                 | —                 | —            | Đĩa đơn không nằm trong album |
| "Make Me Happy" (오묘해)                                                                    | 2022 | 65                | 72                | —                 | —            | Whee                          |
| "D-Day"                                                                                     | 2022 | —                 | —                 | —                 | —            | Đĩa đơn không nằm trong album |
| "—" cho biết bài hát không lọt vào bảng xếp hạng hoặc không được phát hành tại khu vực này. |      |                   |                   |                   |              |                               |

#### Với tư cách khách mời
| Tên                                                                                         | Năm  | Thứ hạng cao nhất | Doanh số        | Album                         |
| Tên                                                                                         | Năm  | HQ                | Doanh số        | Album                         |
| ------------------------------------------------------------------------------------------- | ---- | ----------------- | --------------- | ----------------------------- |
| "Under Age's Song" (Phantom featuring Wheein)                                               | 2014 | —                 | —               | Phantom Power                 |
| "The Sunlight Hurts" (햇살이 아파) (Standing Egg featuring Wheein, YoonDak Obroject)        | 2014 | 61                | - HQ: 24,000    | Like                          |
| "Domino" (CNBLUE featuring Wheein)                                                          | 2015 | —                 | - HQ: 14,000    | 2gether                       |
| "Please Just Go" (그냥가요) (Louie featuring Wheein)                                        | 2015 | 25                | - HQ: 116,000   | Đĩa đơn không nằm trong album |
| "Ex Girl" (Monsta X featuring Wheein)                                                       | 2016 | 118               | - HQ: 23,000    | The Clan Pt. 1 Lost           |
| "Hey!" (야!) (Sandeul featuring Wheein)                                                     | 2016 | —                 | - HQ: 22,700    | Stay As You Are               |
| "Anymore" (부담이 돼) (Jung Key featuring Wheein)                                           | 2017 | 1                 | - HQ: 1,073,000 | Empty                         |
| "Holy-Day" (Jung Min-hyuk featuring Wheein)                                                 | 2017 | —                 | —               | Đĩa đơn không nằm trong album |
| "Love or Like" (Standing Egg featuring Wheein)                                              | 2017 | —                 | —               | Dramatic                      |
| "Miss U" (Jude featuring Wheein)                                                            | 2018 | —                 | —               | Đĩa đơn không nằm trong album |
| "Tears Drops" (DinDin featuring Wheein)                                                     | 2019 | —                 | —               | Đĩa đơn không nằm trong album |
| "4:44" (Park Bom featuring Wheein)                                                          | 2019 | 84                | —               | Blue Rose                     |
| "do do do do" (돼버릴거야) Prod. Giriboy (DinDin featuring Wheein)                          | 2020 | —                 | —               | Đĩa đơn không nằm trong album |
| "Diet" (Peakboy featuring Wheein)                                                           | 2020 | —                 | —               | Đĩa đơn không nằm trong album |
| "눈이 오면 mmm" (Basick featuring Wheein)                                                   | 2020 | —                 | —               | Đĩa đơn không nằm trong album |
| "AM PM" Prod. Gray (Jay B featuring Wheein)                                                 | 2021 | —                 | —               | SOMO:Fume                     |
| "—" cho biết bài hát không lọt vào bảng xếp hạng hoặc không được phát hành tại khu vực này. |      |                   |                 |                               |

### Đĩa đơn quảng bá
| Tên                                                                                         | Năm  | Thứ hạng cao nhất | Thứ hạng cao nhất | Doanh số      | Album                 |
| Tên                                                                                         | Năm  | HQ                | HQ Hot            | Doanh số      | Album                 |
| ------------------------------------------------------------------------------------------- | ---- | ----------------- | ----------------- | ------------- | --------------------- |
| "Shadow" (그림자)                                                                           | 2017 | 31                | —                 | - HQ: 135,600 | Yellow OST            |
| "With My Tears" (내 눈물모아)                                                               | 2020 | 18                | 13                | —             | Hospital Playlist OST |
| "Shine On You" (그렇게 넌 내게 빛나)                                                        | 2020 | 172               | —                 | —             | Record of Youth OST   |
| "I Wish" (바라고 바라)                                                                      | 2021 | —                 | —                 | —             | The Red Sleeve OST    |
| "Ice Cream Love"                                                                            | 2021 | —                 | —                 | —             | One Ordinary Day OST  |
| "You, You" (너, 너)                                                                         | 2022 | 13                | 80                | —             | Nth Room OST          |
| "In Your Days" (너의 하루 끝에)                                                             | 2022 | —                 | —                 | —             | Thirty-Nine OST       |
| "—" cho biết bài hát không lọt vào bảng xếp hạng hoặc không được phát hành tại khu vực này. |      |                   |                   |               |                       |

### Bài hát lọt vào bảng xếp hạng khác
| Tên                                                                                         | Năm  | Thứ hạng cao nhất | Doanh số     | Album      |
| Tên                                                                                         | Năm  | HQ                | Doanh số     | Album      |
| ------------------------------------------------------------------------------------------- | ---- | ----------------- | ------------ | ---------- |
| "Moderato" (featuring Hash Swan)                                                            | 2016 | —                 | - HQ: 25,000 | Memory     |
| "25"                                                                                        | 2019 | 183               | N/A          | White Wind |
| "Trash" (featuring pH-1)                                                                    | 2021 | —                 | N/A          | Redd       |
| "Ohoo" (오후)                                                                               | 2021 | —                 | N/A          | Redd       |
| "Butterfly" (featuring G.Soul)                                                              | 2021 | —                 | N/A          | Redd       |
| "Springtime" (봄이 너에게)                                                                  | 2021 | —                 | N/A          | Redd       |
| "No Thanks"                                                                                 | 2021 | —                 | N/A          | Redd       |
| "Pink Cloud"                                                                                | 2022 | —                 | N/A          | Whee       |
| "Letter Filled with Light"                                                                  | 2022 | —                 | N/A          | Whee       |
| "Deserve (Interlude)"                                                                       | 2022 | —                 | N/A          | Whee       |
| "Pastel" (파스텔)                                                                           | 2022 | —                 | N/A          | Whee       |
| "Paraglide"                                                                                 | 2022 | —                 | N/A          | Whee       |
| "—" cho biết bài hát không lọt vào bảng xếp hạng hoặc không được phát hành tại khu vực này. |      |                   |              |            |

### Viết lời và sản xuất
| Năm  | Nghệ sĩ                               | Bài hát                    | Album            | Viết lời | Viết nhạc |
| ---- | ------------------------------------- | -------------------------- | ---------------- | -------- | --------- |
| 2016 | Mamamoo                               | "My Hometown" (고향이)     | Melting          | Yes      | No        |
| 2016 | Mamamoo (feat. Hash Swan)             | "Moderato"                 | Memory           | Yes      | Yes       |
| 2017 | Jung Min-hyuk (feat. Wheein)          | "Holy-Day"                 | Non-album single | Yes      | No        |
| 2019 | Mamamoo                               | "25"                       | White Wind       | Yes      | No        |
| 2020 | Jvde Milez (feat. Wheein) (prod. Nod) | "Miss U"                   | MilezAway        | Yes      | No        |
| 2021 | Wheein (feat. pH-1)                   | "Trash"                    | Redd             | No       | Yes       |
| 2021 | Wheein                                | "Ohoo"                     | Redd             | Yes      | No        |
| 2021 | Wheein                                | "Springtime" (봄이 너에게) | Redd             | Yes      | Yes       |
| 2022 | Wheein                                | "Letter Filled with Light" | Whee             | Yes      | No        |

## Danh sách phim

### Chương trình truyền hình
| Năm  | Đài truyền hình | Tựa đề              | Chú thích                          |
| ---- | --------------- | ------------------- | ---------------------------------- |
| 2016 | MBC             | King of Mask Singer | Tập 55 & 56 như "Like a Half Moon" |

## Giải thưởng và đề cử
| Chương trình | Ngày                | Bài hát                        | Kết quả   |
| ------------ | ------------------- | ------------------------------ | --------- |
| Inkigayo     | 26 tháng 3 năm 2017 | "Anymore" Jungkey feat. Wheein | Đoạt giải |